# Un certain monsieur
Pour plus de détails, voir Fiche technique et Distribution.
Un certain monsieur est un film français réalisé par Yves Ciampi, sorti en 1949.

## Synopsis
Un trio de voleurs surnommés Le Pouce, l'Index et le Majeur, accepte de travailler en liaison avec la police pour neutraliser une dangereuse bande qui sème habilement la mort par l'intermédiaire de vases, de potiches et de jardinières.

## Fiche technique
- Titre : Un certain monsieur
- Réalisation : Yves Ciampi
- Scénario : Yannick Boisyvon, d'après le roman éponyme de Jean Le Hallier, Prix du Quai des Orfèvres 1947 (Éditions Le Labyrinthe S.E.P.E)
- Dialogues : Jacqueline et Yannick Boisyvon
- Assistants réalisateur : Jacques Garcia, J. Simmonnet
- Photographie : Roger Arrignon
- Opérateur : Alain Douarinou, assisté de J. Fogiel et Ghislain Cloquet
- Montage : Jean Feyte
- Musique : Georges Van Parys
- Décors : Lucien Carré, assisté de Jean Galland
- Son : Raymond Gauguier
- Recording : Jacques Carrère
- Régisseur : Irénée Leriche, Michel Choquet
- Régisseur ensemblier : Robert Christidès
- Script-girl : Denise Gaillard
- Maquillage : Nicole Bouban
- Photographe de plateau : Igor Kalinine
- Costumes : Robes créées par Schiaparelli
- Format : Noir et blanc - 35 mm - Son monophonique
- Tirage : Laboratoire L.T.C Saint-Cloud - Système sonore Western Electric - Enregistrement S.E.C, système Picot
- Trucage : Lax
- Production : Eclectique Films (France)
- Tournage : Studios Paris Studio Cinéma à Billancourt
- Directeur de production : Hervé Missir
- Genre : Film policier
- Durée : 90 minutes
- Date de sortie : Première présentation le 24 mai 1950

## Distribution
- Hélène Perdrière : L'Index, membre de la bande
- René Dary : Le Pouce, membre de la bande
- Pierre Destailles : Le Majeur, membre de la bande
- Louis Seigner : Le commissaire Clergé
- Marc Cassot : L'inspecteur César, alias André Paris
- Junie Astor : Edmée Lamour / Augustine
- Lise Delamare : Mme Lecorduvent
- Alice Field : Mme Léonard
- Julienne Paroli : La bigote
- Louis de Funès : Thomas Boudeboeuf, journaliste à L'Avenir Sauveterrois
- Paulette Andrieux : Mlle Germaine Sabrelong, la fille du notaire
- René Blancard : Le commissaire Bellefontaine
- Roland Toutain : Un complice
- Emile Genevois : Un complice
- Julien Maffre : Un complice
- Paul Demange : Léonard
- Tony Taffin : Ottavio
- Robert Lussac : Hector
- Henri Vilbert : Antoine
- Alexandre Mihalesco : M. Alexandre Lecorduvent, antiquaire
- Titys : Un vieux monsieur
- Guy Favières : Le sacristain
- Catherine Arley :
- Claude Castaing
- Jacques Sablon
- Edmond Tamiz
- Jean-Paul Moulinot
- Charles Bayard
- Emile Remongin
- Louis Bugette